# Sede Uzzijjahu
Sede Uzzijjahu (hebr. שדה עוזיהו; oficjalna pisownia w ang. Sde Uziyahu) – moszaw położony w Samorządzie Regionu Be’er Towijja, w Dystrykcie Południowym, w Izraelu.

## Położenie
Leży na nadmorskiej równinie w północno-zachodniej części pustyni Negew, w otoczeniu miasta Aszdod, miasteczka Gan Jawne, moszawów Szetulim, Azrikam, Emunim i Bet Ezra, oraz kibucu Chacor-Aszdod. Na wschód od moszawu znajduje się Baza lotnicza Chacor należąca do Sił Powietrznych Izraela.

## Historia
Pierwotnie w miejscu tym znajdowały się ziemie należące do arabskiej wioski Isdud. Podczas wojny o niepodległość pozycje w rejonie wioski Isdud były punktem wyjścia egipskich sił podczas bitwy o kibuc Niccanim (6-10 czerwca 1948). Podczas operacji Jo’aw (15-22 października 1948) wioska znalazła się pod izraelskim ostrzałem artyleryjskim. W dniu 28 października Egipcjanie w obawie przed okrążeniem, wycofali się z Isdud. Razem z nimi uciekła większość arabskich mieszkańców. Opuszczoną wieś zajęli żołnierze Brygady Giwati. Około 300 mieszkańców poddało się machając białymi flagami. Po krótkim czasie zostali przymusowo wysiedleni w rejon miasta Gaza (egipska strefa okupacyjna Palestyny).
Moszaw został założony w 1950 przez żydowskich imigrantów z Libii. Początkowo nazywał się Aszdod D, potem Jad Shimshon i Uzzijjah, aż ostatecznie nazwano go na cześć biblijnego króla Azariasza (zwanego także Uziaszem).

## Kultura i sport
W moszawie jest ośrodek kultury i sportu, przy którym jest boisko do piłki nożnej oraz korty tenisowe.

## Gospodarka
Gospodarka moszawu opiera się na intensywnym rolnictwie, sadownictwie i uprawach w szklarniach.
Firma H.M.D. produkuje sprzęt szklarniowy oraz prefabrykaty metalowe.

## Komunikacja
Lokalna droga wychodząca z moszawu w kierunku zachodnim dociera do drogi ekspresowej nr 4 (Erez–Kefar Rosz ha-Nikra). Dwie lokalne drogi wychodzące z moszawu w kierunku południowym dojeżdżają do drogi 3711, którą jadąc na wschód dojedzie się do moszawu Azrikam lub jadąc na zachód dojedzie się do drogi ekspresowej nr 4.